# Mydaea pauciseta
Mydaea pauciseta är en tvåvingeart som beskrevs av Stein 1911. Mydaea pauciseta ingår i släktet Mydaea och familjen husflugor.
Artens utbredningsområde är Peru. Inga underarter finns listade i Catalogue of Life.